# Фокина, Надежда Ивановна
Наде́жда Ива́новна Фо́кина (род. 18 апреля 1948, Гатчина Ленинградская область) — советская, а затем израильская шахматистка.

## Биография
Окончила общеобразовательную школу с золотой медалью. В 1971 году окончила РГУ с красным дипломом (филологический факультет со специализацией по славянским языкам и латыни).
В 1966 году стала обладательницей золотой медали за командный чемпионат СССР, играя за Вооружённые Силы (в команде играли также Ефим Геллер, Евгений Васюков и другие прославленные шахматисты). В 1967 году играла за команду РСФСР в Спартакиаде народов СССР и стала обладательницей серебряной медали. Стала чемпионкой России среди девушек в 1967 году.
В 1970 году вышла замуж за Владимира Дембо и переехала в Пензу. С 1971 года Владимир стал её тренером. Регулярно выступала во всесоюзных и всероссийских соревнованиях (одно из лучших выступлений — призовое 3-е место в полуфинале СССР 1973, вслед за Майей Чибурданидзе и Ниной Медяниковой.
Работала с детьми и подростками. Ей было присвоено звание «Тренер II категории». В 1983 году стала серебряным призёром спортивного общества «Динамо» и поделила 2-4 места в чемпионате РСФСР среди женщин. В этом же году ей было присвоено звание мастера спорта СССР. Вскоре родилась дочь Елена.
Не прекращая шахматных и концертных выступлений, а также огромной педагогической работы, родители исключительно серьёзно занялись воспитанием и обучением дочери. Соответственно, в два года Лена уже читала книги, немного говорила по-английски и умела считать в пределах 20; а в 3 года и 9 месяцев успешно сыграла в своём первом шахматном турнире среди мальчиков 8-12 лет.
В 1986 году семья переехала в Куйбышев, где Фокина преподавала во Дворце пионеров Кировского района и продолжала работать с собственной дочерью. В 1990 году крупнейший шахматный журнал СССР «64-Шахматное обозрение» опубликовал статью Фокиной о том, как она работает с маленькой Еленой Дембо.
В 1990 году семья переехала в Израиль, в Тель-Авив. В Израиле Надежда Ивановна продолжила большую тренерскую работу, сочетая её с регулярными собственными выступлениями и работой с дочерью (эту работу она вела вместе с мужем). В 1992 году, выиграв чемпионат страны среди женщин, Надежда Ивановна вошла в Олимпийскую сборную Израиля и в её составе выступила на Всемирной шахматной Олимпиаде в Маниле (набрала 4 очка в 7 партиях). Десятки раз её ученики становились чемпионами и призёрами страны среди юниоров; лучшие из них завоёвывали медали в чемпионатах мира и Европы.
В 1998 году семья переехала в Будапешт. Это было сделано для того, чтобы дочь могла регулярно принимать участие в ежемесячных мужских турнирах «First Saturday», а также в многочисленных европейских международных турнирах. В 2004 году вышла замуж и переехала в город Афины, а вскоре в Афины переехали и Надежда с Владимиром.

## Спортивные достижения
- Первое место в командном чемпионате СССР (1966)
- Второе место в Спартакиаде народов СССР (1967)
- Чемпионка РСФСР среди девушек (1967)
- Третье место в чемпионате СССР (1973)
- 2-4 место в чемпионате РСФСР (1983)
- чемпионка Израиля (1992)

## Ссылка
- Шахматы. Ростов. История и современность… Надежда Фокина
- Страница международного мастера Сергея Киреева